# Евер Банега
Евер Максимилијано Давид Банега (шп. Éver Maximiliano David Banega; Росарио, 29. јун 1988) је аргентински професионални фудбалер који игра за Њуелс олд бојс. Игра на средини терена на позицији централног везног фудбалера.

## Каријера

### Бока јуниорс
Рођен у Росарију у провинцији Санта Фе, Банега је прошао кроз школу фудбала Боке јуниорса и доживео да са само 18 година дебитује у сениорској конкуренцији славног аргентинског клуба. Након одласка саиграча из везног реда Фернанда Гага у Реал из Мадрида јануара 2007., иако млад играч, Банега је проглашен за његовог наследника.
Банега је свој професионални деби имао у победи од 4:0 против Атлетико Банфилда 10, фебруара 2007. године. Првог априла исте године, након само неколико одиграних мечева, добио је овације, приликом напуштања терена на Ла Бомбоњери.

### Валенсија
Петог јануара 2008. Банега се сели у Шпанију и потписује уговор са Валенсијом на пет и по година. Висина тренсфера износила је око 18 милиона евра. Дебитовао је 13. јануара у поразу (0:1) од Атлетика из Мадрида, на мечу на којем је наступио у других 45 минута.
У сезони 2008/09. Банега је позајмљен у Атлетико Мадрид. За Јорганџије је дебитовао уласком са клупе у првом колу групне фазе Лиге шампиона у победи 3:0 над ПСВ Ајндховена. Међутим, није успео да се наметне и избори место у првих једанаест мадридске екипе, чак је 26. октобра 2008. зарадио црвени картон на гостовању против Виљареала као и 18. јануара 2009. против Алмерије.
По повратку са позајмице из Атлетика, Банега ја био близу преласка у Евертон из Енглеске али трансфер се није реализовао због проблема са радном дозволом. Остао је у Валенсији и у првој утакмици у сезони 2009/10. против Севиље био асистент код оба поготка. Свој први гол постигао је 17. јануара 2010. у победи од 4:1 над Виљареалом.
У сезони 2010/11. Банега је одиграо 28 утакмица (19 као стартер, постигао два гола) и помогао Валенсији да се пласира на треће место и обезбеди место у Лиги шампиона. Међутим, 19. фебруара 2012, задесила га је незгода, тако што га је прегазио сопствени ауто при чему је поломио тибију и фибулу леве ноге, што је за њега представљало превремени завршетак сезоне. Клуб је у јавности потврдио да је Банега доживео аутомобилску несрећу након одласка с тренинга, док су шпански медији извештавали да се све одиграло на бензинској пумпи и да је Аргентинац заборавио да подигне ручницу, због чега је ауто кренуо и прешао му преко леве ноге.

## Репрезентација
Банега је 2007. изабран у национални тим Аргентине, селекцију до 20 година, заједно са Серхиом Агвером и учествовао је у освајању Светског првенства у фудбалу до 20. године у Канади, одигравши свих седам утакмица на турниру.
Недуго након одласка у Валенсију јануара 2008, Банега је 6. фебруара дебитовао за сениорски тим Аргентине у победи од 5:0 над Гватемалом у пријатељском мечу.
Истог лета, нашао се у олимпијској екипи Аргентине и учествовао у освајању златне медаље на Летњим олимпијским играма 2008. у Пекингу.

## Трофеји

### Бока Јуниорс
- Копа либертадорес (1) : 2007.

### Валенсија
- Куп Шпаније (1) : 2007/08.

### Севиља
- Лига Европе (3) : 2014/15, 2015/16, 2019/20.

### Репрезентација Аргентине
- Светско првенство У20 (1) : 2007.
- Летње олимпијске игре (1) : 2008.

## Клупска статистика
| Клуб            | Сезона  | Лига     | Лига   | Куп      | Куп    | Континентални купови | Континентални купови | Укупно   | Укупно |
| Клуб            | Сезона  | Утакмице | Голови | Утакмице | Голови | Утакмице             | Голови               | Утакмице | Голови |
| --------------- | ------- | -------- | ------ | -------- | ------ | -------------------- | -------------------- | -------- | ------ |
| Бока јуниорс    | 2006–07 | 14       | 0      | 0        | 0      | 14                   | 0                    | 28       | 0      |
| Бока јуниорс    | 2007–08 | 14       | 0      | 0        | 0      | 0                    | 0                    | 14       | 0      |
| Бока јуниорс    | Укупно  | 28       | 0      | 0        | 0      | 14                   | 0                    | 44       | 0      |
| Валенсија       | 2007–08 | 12       | 0      | 2        | 0      | 0                    | 0                    | 14       | 0      |
| Валенсија       | Укупно  | 12       | 0      | 2        | 0      | 0                    | 0                    | 14       | 0      |
| Атлетико Мадрид | 2008–09 | 24       | 1      | 4        | 0      | 3                    | 0                    | 31       | 1      |
| Атлетико Мадрид | Укупно  | 24       | 1      | 4        | 0      | 3                    | 0                    | 31       | 1      |
| Валенсија       | 2009–10 | 36       | 2      | 2        | 0      | 9                    | 0                    | 47       | 2      |
| Валенсија       | 2010–11 | 28       | 2      | 2        | 1      | 4                    | 0                    | 34       | 3      |
| Валенсија       | 2011–12 | 13       | 0      | 8        | 1      | 4                    | 0                    | 25       | 1      |
| Валенсија       | 2012–13 | 29       | 4      | 6        | 0      | 5                    | 0                    | 40       | 4      |
| Валенсија       | 2013–14 | 15       | 1      | 0        | 0      | 1                    | 0                    | 16       | 1      |
| Валенсија       | Укупно  | 121      | 10     | 18       | 2      | 23                   | 0                    | 162      | 12     |
| Њуелс Олд Бојс  | 2013–14 | 13       | 1      | 0        | 0      | 6                    | 0                    | 19       | 1      |
| Њуелс Олд Бојс  | Укупно  | 13       | 1      | 0        | 0      | 6                    | 0                    | 19       | 1      |
| Севиља          | 2014–15 | 34       | 3      | 3        | 0      | 12                   | 0                    | 49       | 3      |
| Севиља          | 2015–16 | 25       | 5      | 6        | 2      | 12                   | 2                    | 43       | 9      |
| Севиља          | Укупно  | 59       | 8      | 9        | 2      | 24                   | 2                    | 92       | 12     |
| Интер           | 2016–17 | 28       | 6      | 1        | 0      | 4                    | 0                    | 33       | 6      |
| Интер           | Укупно  | 28       | 6      | 1        | 0      | 4                    | 0                    | 33       | 6      |
| Укупно          | Укупно  | 285      | 25     | 34       | 4      | 74                   | 2                    | 395      | 31     |